# NGC 5315
NGC 5315 je planetna maglica u zviježđu Šestaru. 

## Vanjske poveznice
- (engl.) SEDS: NGC 5315
- (engl.) Revidirani Novi opći katalog
- (engl.) Izvangalaktička baza podataka NASA-e i IPAC-a
- (engl.) Astronomska baza podataka SIMBAD
- (engl.) VizieR
- DSS-ova slika NGC 5315  Arhivirana inačica izvorne stranice od 5. ožujka 2016. (Wayback Machine)